# Marín (Pontevedra)
Marín es una villa y municipio español perteneciente a la provincia de Pontevedra, en la comunidad autónoma de Galicia, situado en la orilla meridional de la ría de Pontevedra, en la comarca del Morrazo. Es cabeza del partido judicial de Marín que abarca al propio municipio, y al vecino de Bueu.
Su alcaldesa es, desde mayo de 2011 hasta la actualidad, María Pilar Ramallo Vázquez, del PP; la cual también ha sido la primera mujer al frente de la alcaldía local desde 1809.

## Toponimia
Antiguamente, Marín se llamaba San Xiao de Ancorados por los barcos que fondeaban en sus cercanías, pero es seguro que se trata de una deformación popular de Encoirados, que significa 'curtidurías de cuero', como las que había en la orilla del río Lameira, que desagua en el núcleo urbano de la villa. El padre Sarmiento afirma que su nombre viene de la palabra latina mare, que significa mar, pero hoy se sabe que deriva del nombre de un antiguo posesor de estas tierras llamado Marinus.; Marín deriva entonces de (Terram) Marini: 'la propiedad de (un hombre llamado) Marinus'. Ambas referencias al mar son, por lo tanto, puras coincidencias.

## Geografía
El ayuntamiento está ubicado en la parroquia que lleva el nombre del municipio. El casco urbano es uno de los mayores de la comunidad gallega, y desde hace ya mucho tiempo el casco urbano de Marín avanza especialmente hacia el norte, uniendo ya su núcleo urbano con la capital de la provincia, Pontevedra, de cuyo centro urbano dista escasamente 7 km.

### Parroquias
Parroquias que forman parte del municipio:
- Ardán (Santa María)
- Campo (Santa María)[7]
- Marín (San Xulián de Afuera)[7]
- Mogor (San Xurxo)
- Piñeiro (Santo Tomé)
- Santa María del Puerto de Marín (Santa María do Porto)[7]
- Seijo (Nosa Señora do Carme de Seixo)[7]

## Historia
Hasta la creación de los municipios modernos en el siglo XIX, el actual término municipal de Marín pertenecía en su mayor parte a la Jurisdicción de Cangas, que ejercía su jurisdicción sobre casi toda la península del Morrazo. La Jurisdicción de Marín estaba integrada solamente por el Puerto, San Xulián y Mogor, aunque esta última parroquia era un caso especial, pues pertenecía a Marín en lo judicial y a Cangas del Morrazo en el resto, incluido en lo eclesiástico, ya que era un anexo de San Tomé de Piñeiro, perteneciente a su vez a la Jurisdicción de Cangas.
Con la creación de los municipios modernos y la extinción de las antiguas jurisdicciones, las tres parroquias canguesas más norteñas, es decir, San Tomé de Piñeiro, O Campo y Ardán pasan a integrar, junto con las de la antigua jurisdicción de Marín, el nuevo ayuntamiento de Marín, cuya demarcación era prácticamente la misma que llegó hasta la actualidad.

## Demografía
Marín cuenta con una población de 24 154 habitantes (INE 2024).
| Gráfica de evolución demográfica de Marín entre 1842 y 2021                                                         |
| |
| Población de derecho según los censos de población del INE Población de hecho según los censos de población del INE |

Por parroquias, la población de Marín se encontraba distribuida de la siguiente manera:
- Ardán: 1591 habitantes
- Seixo: 1967 habitantes
- Marín (Santa María do Porto): 16 597 habitantes
- O Campo: 344 habitantes
- San Xián: 2715 habitantes
- Mogor: 996 habitantes
- Santomé de Piñeiro: 1059 habitantes

## Economía

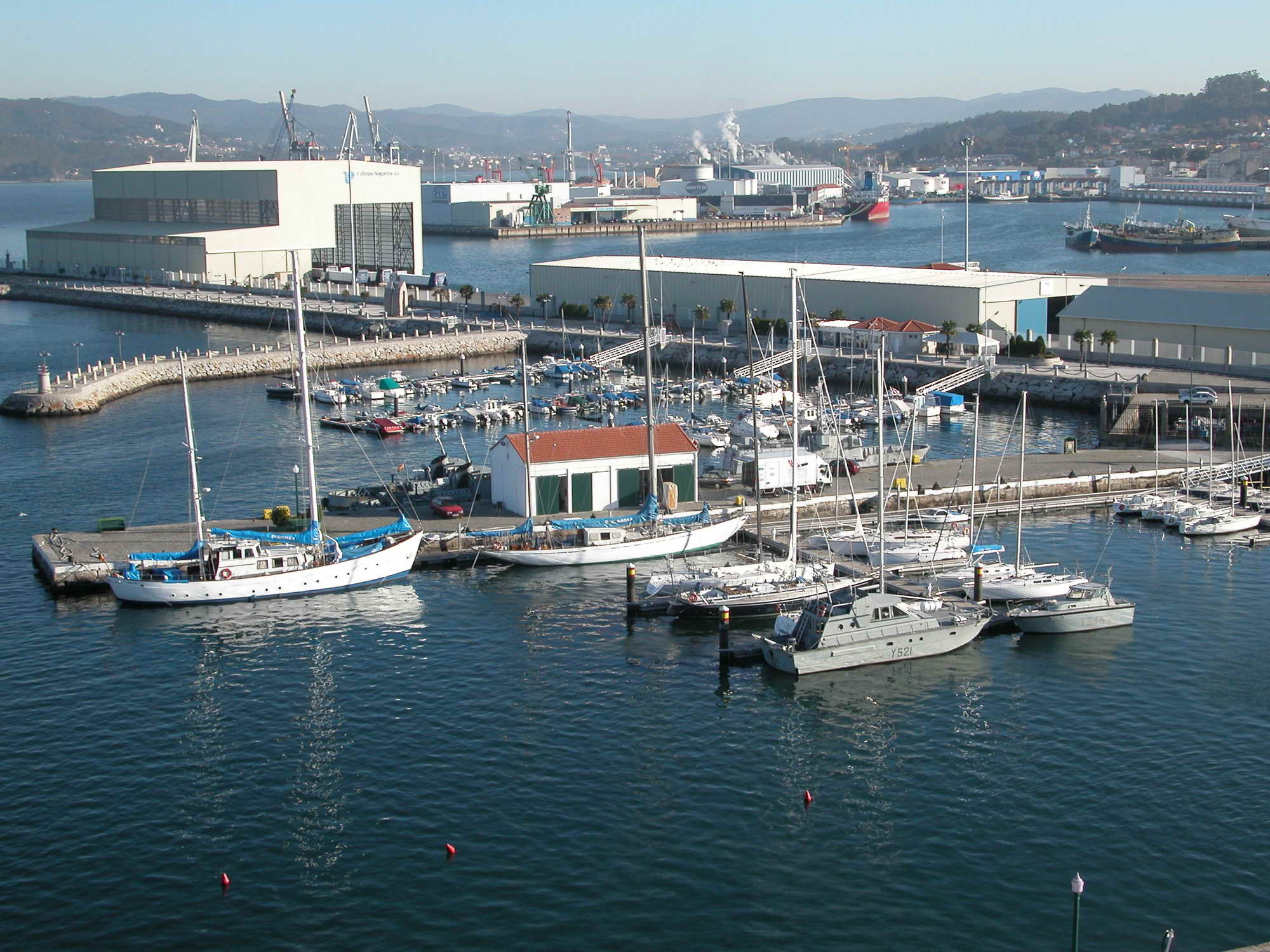
Puerto y paseo marítimo de Marín

La pesca es su actividad económica principal. Su puerto pesquero es uno de los más importantes tanto a nivel regional, siendo el tercero de Galicia en capturas, por detrás del puerto de Vigo y del puerto de La Coruña como a nivel nacional, con un tráfico de 1,5 millones de toneladas en el año 2017.[cita requerida]
Entre los núcleos urbanos de Marín y Pontevedra, en terreno municipal de este último, se encuentra instalada «Celulosas ENCE», empresa dedicada a la fabricación de pasta de celulosa.

## Símbolos

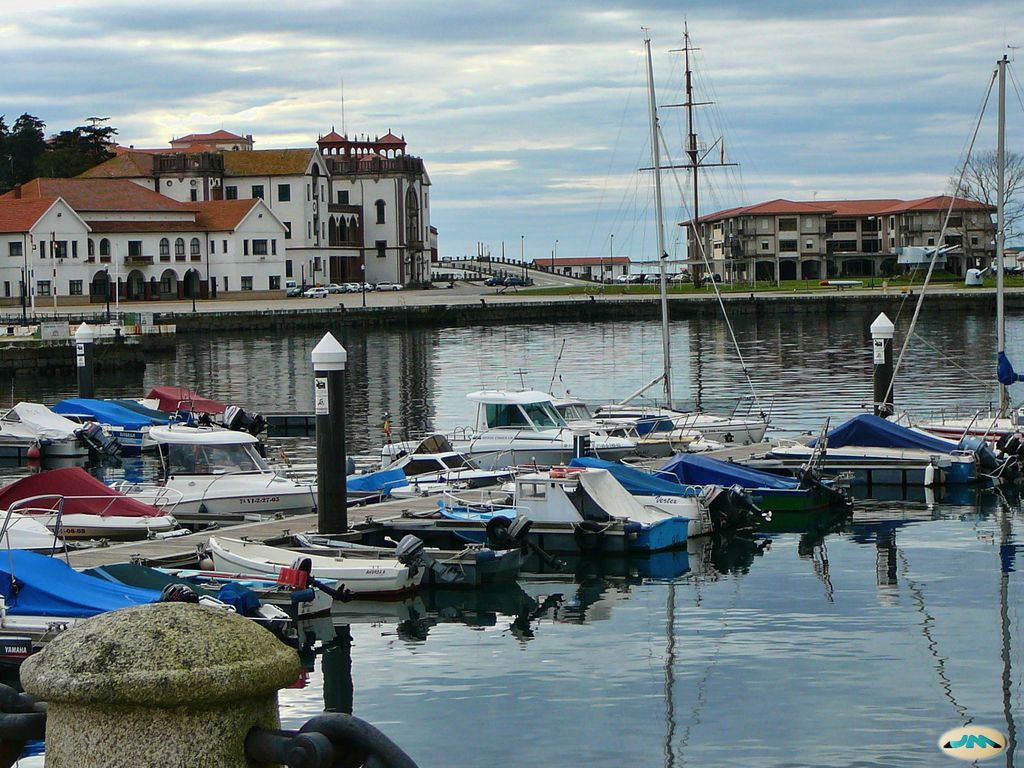
La Escuela Naval Militar

Marín alberga la Escuela Naval Militar, única instalación de este tipo en España, trasladada desde San Fernando (Cádiz) en 1943. El Rey de España, (que estudió en ella), en ocasiones, visita la Escuela cada Día del Carmen (16 de julio) para presidir el acto de la Jura de bandera y Entrega de Despachos, siendo la única excepción el año 2012, cuando no hubo presencia de la casa real. A pesar de la supresión del servicio militar obligatorio en 2001, siendo presidente del gobierno José María Aznar, el uso de estas instalaciones respecto a los años anteriores se ha mantenido invariable, incluso potenciándose y renovándose periódicamente de manera programada.
Sus playas reciben cada año miles de visitantes, siendo el principal atractivo turístico del municipio. Los principales arenales son Portocelo, Mogor, Aguete, Loira, O Santo, A Coviña y Lapamán (playa que comparte con el municipio de Bueu). En el año 2006, las playas de Portocelo, Mogor, Aguete y Loira contaron con Bandera Azul, también en el año 2007 y se espera que en años sucesivos.

## Patrimonio
Los petroglifos situados al lado de la playa de Mogor datan del neolítico y entre ellos se encuentra la afamada Pedra do Labirinto, donde aparece uno de los cinco laberintos referenciados en petroglifos gallegos, que comparten exactamente el mismo diseño complejo con petroglifos en Laponia, Finlandia, Islandia y Cornualles, que aparece también en monedas de la civilización minoica, en grabados ruprestres del valle del Indo, etc.
Está documentada también la existencia de varios castros de la edad de hierro en el territorio municipal. El más conocido y estudiado es el Castro de A Subidá, en el monte de A Portela, del que permanecen visibles los restos de algunas casas y que ha sido estudiado en algunas campañas arqueológicas.
En la arquitectura civil, el palacio de Cadro de los Romay es el más antiguo de Marín. Su construcción data del siglo XIII, su torre del siglo XV y el resto del palacio del siglo XVIII. Aparece aforado en 1290 a la antigua familia noble de Romay.

## Administración y política
| Partido político                                | 2023  | 2023  | 2023       | 2019  | 2019  | 2019       | 2015  | 2015  | 2015       | 2011  | 2011  | 2011       | 2007  | 2007  | 2007       |
| Partido político                                | %     | Votos | Concejales | %     | Votos | Concejales | %     | Votos | Concejales | %     | Votos | Concejales | %     | Votos | Concejales |
| Partido Popular de Galicia (PPdeG)              | 55,28 | 6317  | 12         | 55,55 | 6771  | 15         | 48,50 | 5597  | 11         | 49,73 | 6158  | 12         | 35,15 | 4369  | 8          |
| Partido dos Socialistas de Galicia (PSdeG-PSOE) | 22,21 | 2538  | 5          | 20,60 | 2511  | 5          | 16,71 | 1928  | 4          | 21,13 | 2617  | 5          | 25,08 | 3118  | 6          |
| Bloque Nacionalista Galego (BNG)                | 17,40 | 1989  | 4          | 7,21  | 879   | 1          | 15,67 | 1808  | 3          | 13,61 | 1686  | 3          | 19,72 | 2451  | 5          |
| Marea-SON                                       | –     | –     | –          | 4,52  | 551   | 0          | 13,60 | 1570  | 3          | –     | –     | –          | –     | –     | –          |
| Marinenses Independentes (MAR-IN)               | –     | –     | –          | –     | –     | –          | –     | –     | –          | 7,15  | 885   | 1          | 8,93  | 1110  | 2          |

## Cultura

### Festividades

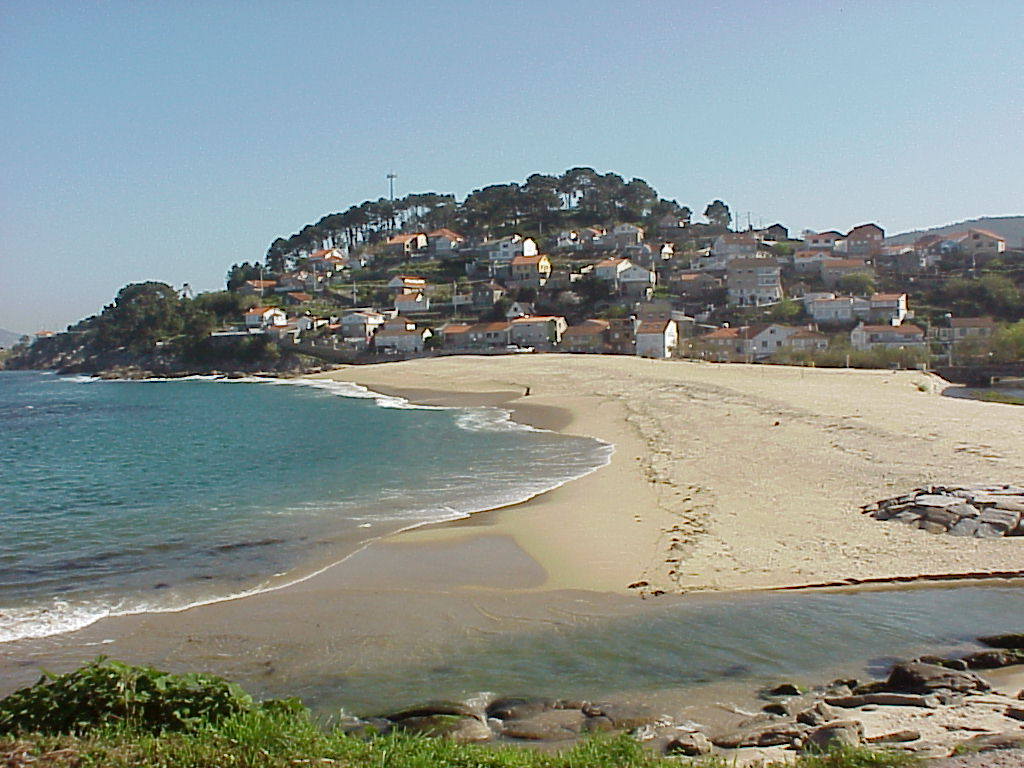
Playa de Loira

Se celebran multitud de eventos culturales en el ayuntamiento, entre ellos cabe destacar:
- Las Fiestas del Carmen (16 de julio), que son el evento más importante de la villa con la celebración de numerosos actos a lo largo de los 10 días que dura oficialmente la festividad.[15][16]
- La Fiesta Corsaria, Marín (22 de agosto). Fiesta que nació en 2012 homenajeando a Juan Gago de Mendoza que liberó a Marín en 1809 en la Guerra de Independencia contra los franceses.[17][18]
- O Maratón San Migheleiro Sen Traxe, que se celebran el último sábado de septiembre, donde marinenses y forasteros se agrupan en diferentes peñas de amigos para recorrer durante toda la jornada los bares del centro de la villa festeiramente.[19]
- La Fiesta de San Miguel (29 de septiembre), Se celebra la Danza das espadas, en la cual los mareantes de la villa recorren sus calles marcando los ancestrales pasos acompañados por la música de las gaitas, unidos unos a otros por lo que se denominan las espadas.[20]
- La Fiesta de la Sidra y de la Manzana, en Santo Tomé de Piñeiro, donde los productos de esta tierra son la base de la fiesta, que intenta conservar este producto típico de la zona mediante la celebración que reúne a todos los vecinos de la parroquia con el fin de dar a degustar varios platos que realizan con sus manzanas.[21]
- El Entroido, donde todos los marinenses y demás visitantes se echan a la calle con sus disfraces a celebrar el carnaval. Cuenta con numerosas actuaciones en sus calles además de desfiles y concursos. Cabe destacar como día grande de este Entroido, el llamado Enterro da sardiña, donde disfrazados con sus trajes de luto y con un gran desazón se despiden del cadáver de la sardina. Son destacables también en estas fiestas las charangas, que componen canciones y sátiras de temas de actualidad.[22][23]

### Religión
Parroquias eclesiásticas
El municipio pertenece a la diócesis de Santiago de Compostela, y está dividido en ocho parroquias eclesiásticas que pertenecen al arciprestazgo de Morrazo: (Seixo, San Tomé de Piñeiro, O Campo, Ardán) y al de Lérez (Marín-Puerto, San Julián de Marín, Cantodarea).
Las parroquias eclesiásticas u oficiales son: Ardán (Santa María), Cantodarea (San Xosé), O Campo (Santa María), Marín (Santa María del Puerto), Mogor (San Jorge), San Xulián de Marín, San Tomé de Piñeiro y Seixo (Nuestra Señora del Carmen).
Congregación evangélica
La congregación evangélica es de las más numerosas de España, y es el municipio con mayor porcentaje de habitantes afines a esa confesión (el 10 %, según fuentes de la misma Iglesia Evangélica de Marín) y es ejemplo de convivencia interconfesional en su comunidad autónoma y también en el resto de España. Su mayor congregación en cuanto a número de fieles se reúne en el centro de la población, en un edificio de gran aprecio arquitectónico por su estilo catalán decimonónico, y por ser ya centenario (inaugurado el 31 de diciembre de 1899). Otras congregaciones a mencionar son la Iglesia Evangélica de Seixo, que se reúne en otro edificio centenario en Seixo, otra congregación de denominación pentecostal y una iglesia de Filadelfia.

## Ciudades hermanadas
- Córdoba, Argentina[24][25]
- Deán Funes, Argentina[25]
- Marín, México
- Zabalza, España
- Huelva, España